# Župnija Ihan
Župnija Ihan je rimskokatoliška teritorialna župnija dekanije Domžale nadškofije Ljubljana.

## Sakralni objekti
- cerkev sv. Jurija, Ihan (župnijska cerkev)
- cerkev sv. Kunigunde, Goričica,
- cerkev sv. Miklavža, Brdo.

Pod okrilje župnije spada tudi Samostan sester sv. Križa na Mali Loki. V župniji Ihan so postavljene Farne spominske plošče, na katerih so imena vaščanov, ki so padli nasilne smrti na protikomunistični strani v letih 1944-1945. Skupno je na ploščah 24 imen.

## Zgodovina
Župnija se prvič omenja že leta 1296 kot del mengeške prafare.